# Oliarus florifontis
Oliarus florifontis är en insektsart som beskrevs av Van Stalle 1987. Oliarus florifontis ingår i släktet Oliarus och familjen kilstritar. Inga underarter finns listade i Catalogue of Life.